# Archemia
L'ensemble Archemia est une formation de musique de chambre autour des flûtets-tambourins (galoubets, flûtets baroques, flûtets de la Renaissance). Créée et dirigée par Jean-Baptiste Giai (1er prix du Conservatoire d'Aix-en-Provence de flûtets-tambourins, professeur dans ce même Conservatoire de 2003 à 2013), cette formation est destinée à promouvoir les musiques pour flûtets, notamment contemporaines (compositions de Maurice Guis, Jean-Baptiste Giai, Pierre Guis, Maurice Maréchal, Bernard Rini, etc.) et historiques.
Cette formation s'est spécialisée dans la construction de programmes « à thèmes », mêlant compositions, arrangements, poésie, et recherches musicologiques.
Depuis sa fondation en 2003, l'ensemble Archemia a permis la création de nombreuses œuvres contemporaines pour cet instrumentarium original.
Il a participé à la création de Mireio e tambourin de Maurice Guis et Jean-Baptiste Giai en 2009 au théâtre du Jeu de Paume (Aix-en-Provence). 
Il propose également des programmes mettant en lumière les répertoires des tambourinaires provençaux de différentes époques : XVIIIe s. ("Le tambourin à Paris et en Provence au siècle des Lumières" ; "Duos concertants de Jean-Joseph Chateauminois"), XIXe s. ("Le tambourin du Premier Empire à la monarchie de Juillet" ; "Belle Époque et Tambourin"...), XXe et XXIe s. ("Répertoires contemporains pour flûtets-tambourins", "Soleil après soleil" - articulé autour de textes de M.-P.Delavouët...).
Cet ensemble est placé sous l'égide de l'association "Flûtes de Tambourin". Il collabore régulièrement avec l'Académie du Tambourin, les Festes d'Orphée, etc.
Musiciens : Virginie Giai-Oubré (flûtets, flûte à bec), Elodie Soulié-Oubré (flûtets, mandoline), Michel Bernard (flûtets, chant), Sylvain Brétéché (flûtets, percussions), Jean-Baptiste Giai (flûtets, violoncelle), Maurice Guis (flûtets, piano), Marie-Josée Savoye (soprano), et des musiciens invités...

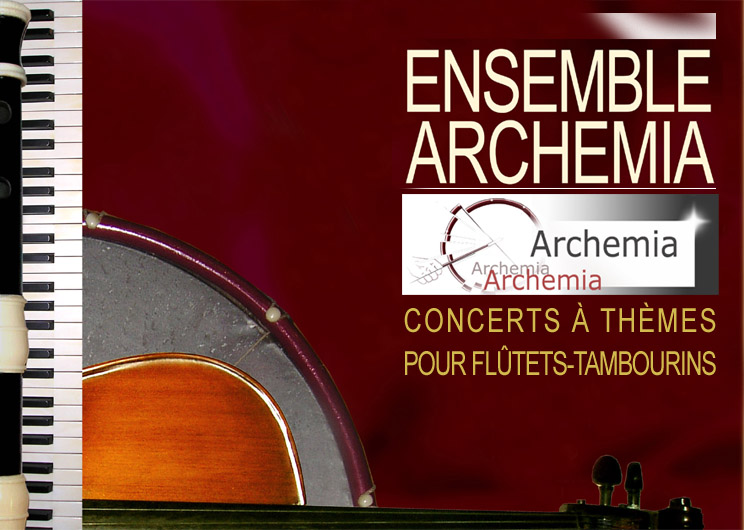
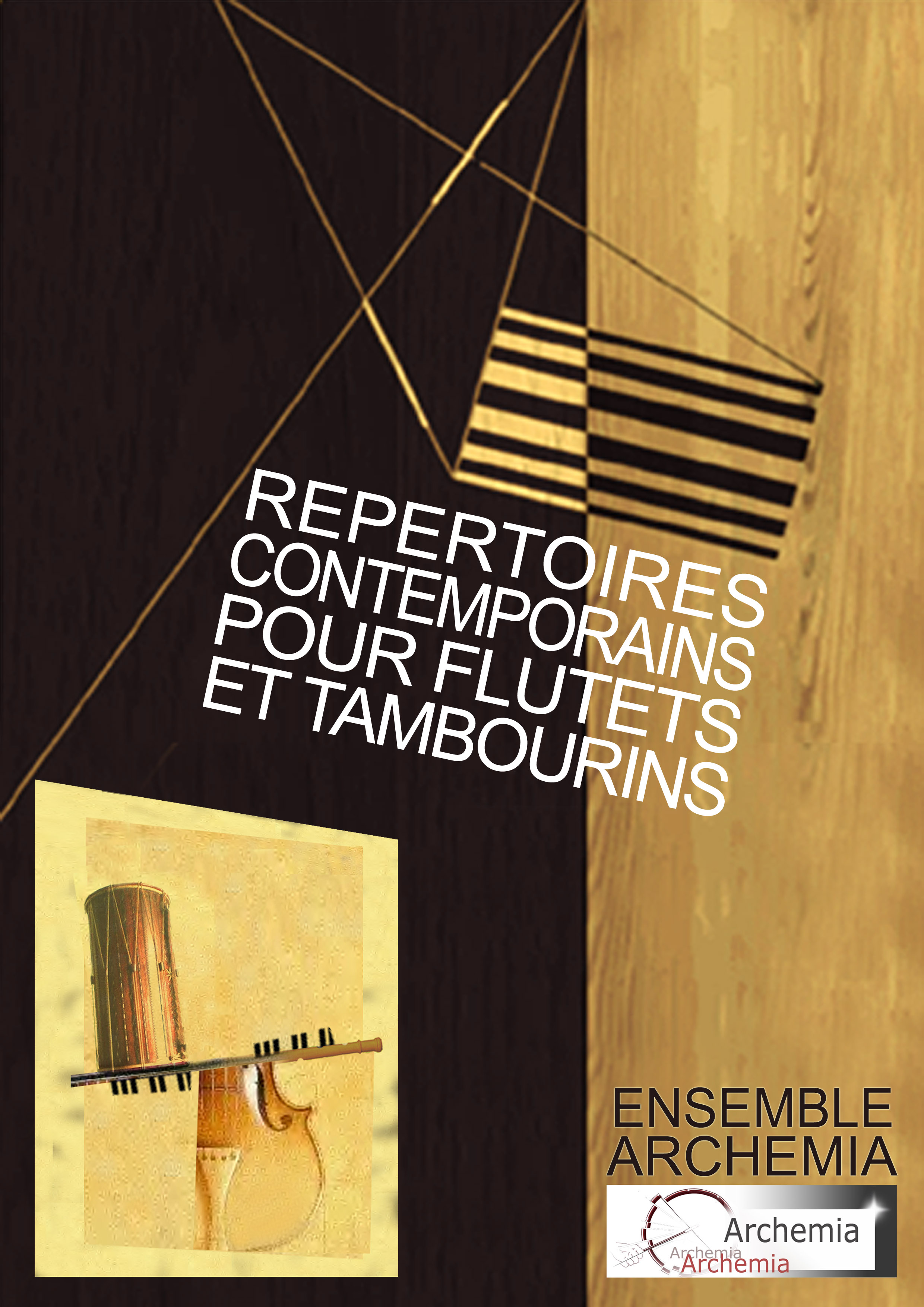
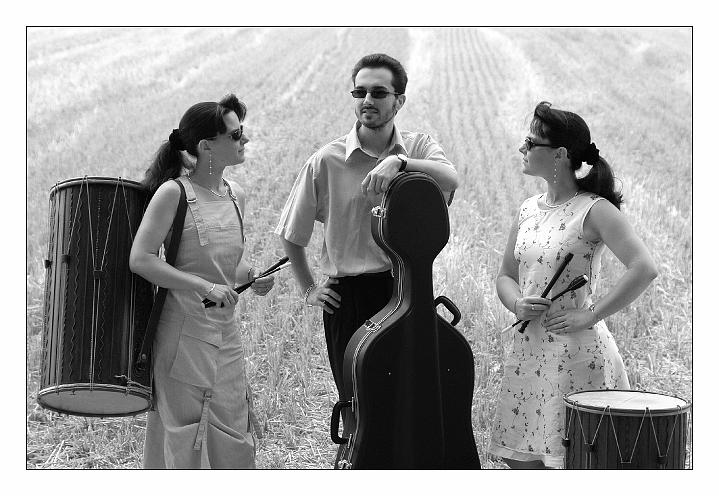